# Раша гудбай
«раша гудбай» — український комедійно-драматичний фільм 2025 року, знятий студією «Квартал 95». Режисером виступив Олексій Кирющенко, який відомий роботами «Моя прекрасна нянька», «Слуга народу» та «Слуга народу 2». Прем'єра фільму в Україні відбулася 27 березня 2025 року.
Дистриб'ютор фільму — Kinomania.

## Сюжет
Сюжет розгортається навколо української жінки, яка протягом десяти років жила в окупації на сході України, де під впливом російської пропаганди її свідомість зазнала кардинальних змін. Героїня не лише сприйняла нав'язану реальність, а й сама стала активною проповідницею фейків і хибних ідей про Україну, працюючи, зокрема, ведучою на місцевому пропагандистському телеканалі. Через непередбачувані обставини вона опиняється на заході України, де стикається з реальністю, що контрастує з її уявленнями. Ця подорож змушує її переосмислити свої переконання, кидаючи виклик усьому, що вона вважала правдою.

## У ролях
- Катерина Варченко
- Андрій Ісаєнко
- Анна Буткевич
- Олексій Нагрудний
- Віталій Іванченко
- Слава Красовська
- Артем Мяус
- Григорій Горобчук

## Сприйняття
Фільм отримав негативні відгуки через недоречний гумор. Олександр Бахтіяр, співзасновник проєкту «Мобільні лікарі» та переселенець із Маріуполя, засудив згадування трагедії Маріуполя і Азовсталі в гумористичному контексті. Реакція в соцмережах також була негативною: користувачі критикували стрічку за «легковажний підхід до серйозних тем», пов'язаних із війною та окупацією.
Кінокритик Ігор Кромф назвав фільм «жахливим гібридом неякісного ситкому та телевізійної мелодрами». Автори комедії називають стрічку «щепленням від руского міра», у відповідь Кромф вважає, що картина може бути лише «щепленням від хорошого кіно».
Відомий український актор Володимир Ращук розкритикував фільм студії, назвавши її «злочином проти України». Він також признався, що йому пропонували роль у цій стрічці, але одразу відмовився, коли дізнався, що її зніматиме російський режисер. Зокрема, актор різко висловивився через появу в картині його колег — Андрія Ісаєнка та Катерини Варченко. Він навіть сказав, що треба «карати» команду студії та режисера фільму.